# Mafalda Minnozzi
Mafalda Minnozzi (Pavia, 21 de setembro de 1967) é uma cantora e compositora italiana.

## Biografia
Conhecida mundialmente, Mafalda Minnozzi é uma mulher de mil facetas. Compõe, interpreta, contribui com projetos sociais e cria seus próprios figurinos. Uma mulher forte que não esconde os desafios enfrentados para se estabelecer como um dos principais nomes da música do mundo.
É uma cantora multicultural que através de pesquisas, empenho e desafios criativos que se refletem nos sentimentos mais profundos da sua música, produz um disco a cada ano e constantemente busca percursos pessoais para propor algo que é bem raro de se ver em cima de um palco. A interação com seu público é também algo que a artista zela com muito carinho, ou seja, a comunicação com o público em suas apresentações possibilita interpretar novas ideias que surgem no dia a dia e inspiram novos trabalhos artísticos.
Graças à sua arte, ao entusiasmo da sua personalidade expansiva e ao seu natural carisma, Mafalda promove a integração além de qualquer barreira social e política, dedicando seu tempo a nobres iniciativas que envolvem jovens grupos corais e a outros projetos em diversas áreas carentes, seja no Brasil seja nos outros países onde ela desenvolveu sua longa carreira.
Com extrema sensibilidade e maturidade artística, características estas que são facilmente percebidas em seus trabalhos realizados tanto em estúdio como em suas inúmeras apresentações, Mafalda Minnozzi segue ativamente com o propósito de propagar a beleza dos grandes compositores da música pelo mundo. No seu atual projeto internacional intitulado eMPathia por exemplo, há a mistura de elementos do jazz, swing e bossa nova, criando abertura para uma linguagem universal dentro da música.
De fato, todo trabalho musical de Mafalda remete, com muita emoção, às suas origens, na memória daquela criança que ouvia fascinada e com os olhos fechados suas divas Édith Piaf, Ella Fitzgerald, Billie Holiday, Caterina Valente e Ornella Vanoni. Estudando os tons vocais e as expressões nas vozes de suas divas, Mafalda aprende a medir a potência natural da sua voz e a aplicar-lhe as cores do jazz; com isso consegue alcançar o diferencial que a leva a ganhar todos os concursos para jovens talentos na Itália, nos anos 80, dando o start à sua carreira.
Movida pela paixão e a curiosidade, ela se muda para Roma para seguir as aulas de canto do Maestro Gustavo Palumbo, de dança moderna com o coreógrafo Marco Ierva, no IALS e o curso de teatro com Roberto Marafante, na “Compagnia della Rancia” dirigida por Saverio Marconi. Em 1990, graças ao seu talento e preparação, entra na “Cabala”, a casa de show mais conhecida no mundo, onde vira protagonista absoluta da cena musical romana; entra também no elenco do programa de TV “Uno Mattina” (RAI Uno), onde se destaca em duas edições propondo seu eclético repertório de música jazz e outros standards.
Esta popularidade a leva a turnê em teatros, na Itália, França, Alemanha, Grécia, Suíça e Ilha de Malta, com vários projetos musicais. Neste momento de sua carreira, ela recebe o convite para apresentar seu show no Brasil. Sentindo-se confiante e esbanjando o carisma que já havia conquistado as plateias da Europa, ela aceita o desafio, e em janeiro de 1996 chega assim ao “Paradiso”, no Rio de Janeiro. 
Logo se apaixona pela cultura do País, e tece uma teia de relações artísticas que gera preciosas colaborações, iniciando por músicos valentes e renomados como Nico Assumpção, Armando Marçal, Jurim Moreira, Jamil Joanes, Tiago Costa, Toninho Ferragutti, Bocato, Fabio Torres e Edu Ribeiro. E em seguida, Milton Nascimento, Leny Andrade, Paulo Moura, Leila Pinheiro, Filó Machado, Guinga e Toquinho são os primeiros artistas que compartilham com ela seu amor pela música Italiana através de vários projetos musicais. Graças a Mafalda nasce o encontro musical entre Lucio Dalla e Martinho da Vila para realizar a versão da música “Prima Dammi un Bacio” em português, que o rei do samba carioca grava em dueto com a própria Mafalda para o CD e DVD “Brasilatinidade” (EMI), pela grande alegria do Dalla. Na eterna procura de novos encontros musicais, que continua até hoje com a mesma curiosidade, Mafalda realiza outras importantes colaborações com Ná Ozzetti, Simoninha, Isabella Taviani, André Mehmari, Fabiana Cozza, Jane Duboc e artistas da nova geração da MPB como Filipe Catto, Dani Black, Bruna Caram e Dani Gurgel.
Participando de programas de TV de grande audiência e realizando longas turnês no país, Mafalda ganha muita popularidade: por este motivo em 1999 é convidada para abrir o "Show do Réveillon na Avenida Paulista" em São Paulo, na frente de milhões de pessoas e em 2000 recebe o título oficial de Embaixatriz da Música Italiana pelo Consulado Geral da Itália em São Paulo. Algumas de suas músicas são escolhidas como trilhas em históricas produções do cinema nacional e novelas das TVs Globo e Record, exibidas no mundo inteiro. Desde 2003 Mafalda colabora até hoje como correspondente do programa da "Radio 1 RAI Brasil", hoje "Stereo Notte”, transmitido pela principal emissora radiofônica italiana.
Ao longo da sua carreira Mafalda lançou 12 CDs, 2 DVDs e está presente em 21 coletâneas, dedicando a mesma paixão a cada produção. Na época das redes sociais Mafalda continua ativíssima, realizando centenas de vídeos e clipes com os quais abastece regularmente seus canais no YouTube assim como outras plataformas digitais, alcançando milhões de visualizações.
Nesta constante evolução, sua música vai se transformando, e na parceria com o guitarrista e arranjador americano Paul Ricci, Mafalda reencontra as cores e as expressões musicais das divas da sua infância, recuperando definitivamente a linguagem do jazz.
Apoiada por uma produção de altíssima qualidade, a dimensão internacional da artista explode com "eMPathia Jazz Duo" e o trabalho é ovacionado pelo público e pela crítica na Itália, Portugal, Alemanha e também no Brasil, quando em setembro de 2016, Mafalda celebra seus primeiros 20 anos de carreira no País com uma turnê em diversas capitais que encerra em São Paulo, no Auditório Ibirapuera – Oscar Niemeyer. Ainda em São Paulo, no Teatro Bradesco, Mafalda estreia no ano seguinte seu novo show, "Romantica Bossa", celebrando com interpretações personalíssimas os sucessos da música e do cinema italiano.
Outras apresentações marcantes na carreira da cantora no Brasil e em outros países da América do Sul vêm do reconhecimento do seu trabalho em prol da cultura pelas instituições italianas. É convidada mais vezes pelas Embaixadas da Itália no Brasil, no Paraguai e no Peru para representar a Itália em resenhas e festivais internacionais de jazz em Brasília, Assunção e Lima; com o Consulado Geral da Itália em São Paulo, Mafalda acaba de realizar (maio de 2019) o projeto “A Caminho do Interior”'que leva seu novo show “Retratos em Bossa & Jazz” nos seis maiores teatros do Estado com grandíssimo sucesso e ingressos esgotados em todas as apresentações.
Na Itália, seu nome aparece entre os nomeados da prestigiosa Targa Tenco, assim como no ranking das 10 melhores vozes do jazz publicado pela revista Jazzit e realizado através de uma votação popular. Entre seus maiores estimadores está o jornalista e crítico musical Gerlando Gatto, que recentemente incluiu sua entrevista exclusiva com a Mafalda no livro “L’Altra Metà del Jazz" (A Outra Metade do Jazz) dedicado às mulheres mais marcantes no mundo do jazz.
Nos seus shows em teatros e festivais da Itália, Mafalda recebe convidados mais que especiais como Giovanni Falzone, Gabriele Mirabassi, Daniele di Bonaventura, Giovanni Ceccarelli e Antonio Onorato para apresentações únicas, de forte expressão e grande espessura musical.
Desde 2015 Mafalda vem ganhando respeito e atenção na cena musical novaiorquina também, graças à atenção da imprensa especializada e ao entusiasmo do público que aplaude suas exibições. O talento histriônico da cantora junto com a sua “intimidade” por mais de vinte anos com a música brasileira e aplicado à linguagem universal do jazz lhe abrem as portas do lendário "Birdland" e de clubes de jazz prestigiosos como "Mezzrow, Jazz Forum", "Zinc" e "Trumpets", contando às vezes com participações especiais de prestígio como o percussionista Rogerio Boccato e os pianistas Art Hirahara e Helio Alves. A presença de Mafalda na homenagem que a emissora radiofônica de New York WKCR FM – Columbia University dedica anualmente a Tom Jobim assim como suas apresentações em instituições como o MET (The Metropolitan Museum of Art) e a Fundação Zerilli-Marimò na NY University são exemplos do reconhecimento do conteúdo cultural da sua proposta artística.
Seu interesse inato na guitarra, confirmado por sua longa associação com Paul Ricci, especialmente no projeto em duo, representa também uma peculiaridade adicional do estilo de Mafalda, que cria interesse e atenção em outros ambientes de nicho reservados para a música de qualidade: ela'se apresenta assim com Ricci no Acoustic Guitar Village em Cremona e no Rocky Mountain Archtop Festival em Denver, Colorado, grava um dueto com o lendário guitarrista Gene Bertoncini e também é convidada para participar do documentário dedicado à vida de John Monteleone, mestre luthier da guitarra jazz.
Durante seus períodos de permanência em NY, Mafalda produz uma trilogia de álbuns para o projeto eMPathia, sendo que os dois mais recentes (“Inside” e “Cool Romantics”) são'produzidos por Jeff Jones – The Jedi Master, profissional mais vezes premiado com Grammy Awards.
A aceitação por aquela reduzida comunidade formada pelos mais consagrados músicos de jazz de Nova York a leva a convidar alguns deles para o estúdio de gravação para gravar o álbum “Sensorial”.
Com a direção musical de Paul Ricci e a participação de “pesos pesados” do jazz como Harvie S, Essiet Okon Essiet, Rogério Boccato, Victor Jones, Art Hirahara e Will Calhoun, o álbum oferece uma visão original da Bossa Nova sendo que a magia da fusão do Brasil com o jazz é relida por músicos de NYC. Para evidenciar a maturidade artística que possibilitou a criação do álbum em questão envolvendo estrelas desse tamanho, várias câmeras são colocadas dentro do estúdio durante a gravação do CD e dessa forma documentam em tempo real, com um vídeo, a realização de cada uma das 13 faixas do álbum.
O pré-lançamento acontece com show ao vivo e ingressos esgotados no Birdland Theater, em NYC, no mês de outubro; continua com uma turnê de sucesso na Itália onde entra na programação de importantes festivais de jazz (Jazzmi e Padova Jazz), resenhas (Note Nuove by Euritmica) assim como na Casa del Jazz em Roma. O álbum é lançado no mês de julho de 2020, em plena pandemia e ganha rapidamente a atenção dos jornalistas e críticos musicais americanos, além de conquistar as principais emissoras radiofônicas dedicadas ao jazz nos EUA. O album "Sensorial" sobe as paradas dos EUA e chega à 55ª posição na Jazzweek USA, com uma permanência de 36 semanas no Top 100. O álbum é também aprovado para concorrer em sete categorias dos Grammy Latino Awards.
Durante o período da pandemia, Mafalda Minnozzi passa meses no estúdio Arsis em São Paulo para criar e desenvolver novos projetos discográficos. A partir do mês de janeiro de 2021, os novos álbuns começam a serem lançados. O primeiro é "Sensorial - Deluxe Special Edition", embelezado por duas novas faixas especialmente dedicadas ao público italiano: "Città Vuota" e "Nessuno al Mondo".
Vem em seguida "A Napoli - Porto dell'Anima", gravado em dueto voz e piano com uma das excelências musicais do Brasil, o mestre André Mehmari. A cidade italiana de Nápoles sempre se destacou devido ao seu histórico de influências culturais e incursões da Grécia, Norte da África, Espanha e França, para citar apenas alguns. Na continuação desta mistura cultural, a cantora italiana e o pianista brasileiro juntaram-se para mergulhar de cabeça em oito belas melodias napolitanas com uma sensibilidade jazz moderna. De fato, nesta viagem podemos encontrar Mehmari como improvisador de jazz e compositor clássico em uma fusão de Nápoles com suas próprias raízes culturais do samba brasileiro, baião e afoxé, em conjunto com o vocal profundamente criativo de Minnozzi com seus vínculos ancestrais com o melodrama italiano e o cabaré francês e com seu uso destacado da voz como um elemento do jazz instrumental.
"Primavera" e "Estate" são os lançamentos que marcam os meses de maio e agosto: tratam-se de dois álbuns gravados voz e guitarra com Paul Ricci que renovam o espírito do projeto "eMPathia" propondo releituras de músicas italianas de grandes compositores que sempre foram homenageados pela cantora nos seus shows em vários países do mundo como Sergio Endrigo, Bruno Lauzi, Gino Paoli e Sergio Cammariere.
O lançamento mais recente é "Cinema City - Jazz Scenes From Italian Film", disponível em todas as plataformas a partir do dia 1º de outubro e distribuído pela Horus Music de Londres. No novo álbum, Mafalda Minnozzi abraça o mundo do cinema italiano e oferece a originalidade refinada através da qual compositores como Stelvio Cipriani, Henry Mancini, Renato Rascel, Carlo Rustichelli, Nino Rota e Ennio Morricone trouxeram construções musicais inovadoras para o sugestivo mundo das trilhas sonoras.
O profundo desconforto de viver uma situação tão dramática como a pandemia – e a pausa forçada dos shows – deram a Mafalda tempo para refletir e agiram como catalisadores de energia positiva para este projeto criativo com fortes motivações pessoais. De fato, devido ao sucesso e à popularidade da obra-prima de "Tornatore", a cantora foi convidada pela primeira vez para se apresentar no Brasil no famoso "Paradiso" do Rio de Janeiro, dando início assim a um novo ciclo de sua carreira. O estado de espírito de Mafalda Minnozzi – e o transporte apaixonado com que se deparou com a realização do projeto "Cinema City" – transparecem em cada música, revelando um equilíbrio balanceado entre o virtuosismo e o ecletismo típicos do jazz, mas sem deixar de lado a sensibilidade cosmopolita da ''world music''.
Este entusiasmo permeia todo o disco, evidentemente partilhado pelo seu diretor musical – o guitarrista e arranjador novaiorquino Paul Ricci – e pelos músicos brasileiros que acompanharam Mafalda no estúdio de gravação: Tiago Costa (piano), Sidiel Vieira (contrabaixo) e Ricardo Mosca (bateria), além dos ilustres convidados: Dave Liebman (sax soprano em "Love Theme - Nuovo Cinema Paradiso"), Graham Haynes (flügelhorn e corneta em "La Dolce Vita" e "Amici My"), Art Hirahara (órgão em "Anonimo Veneziano" e "E La Chiamano Estate"), Luca Aquino (flügelhorn em "Nella Fantasia") e Jorginho Neto (trombone em "Arrivederci Roma").
Livrando-se da abordagem clássica de temas universalmente reconhecidos, em "Cinema City" Mafalda Minnozzi utiliza a linguagem do jazz para tirar o máximo proveito do seu alcance vocal e da variedade dos seus timbres, da sua capacidade de improvisação e do poder interpretativo com o qual ela consegue exprimir drama, alegria e ironia com a mesma sinceridade, propondo uma fascinante leitura pessoal dessas composições atemporais.
Com a mesma paixão, coragem e sinceridade que marcam sua brilhante carreira desde o início, Mafalda continua assim seu caminho artístico, evoluindo e envolvendo-se em projetos que atravessam gerações, pronta a enfrentar novos desafios para sentir-se protagonista absoluta do seu tempo.

## Discografia

### Estúdio
- Uma Noite no Paraíso II (1996)
- Effetto Azzurro (1997)
- Angelo Blu (1999)
- Il Tempo dell'Amore (2003)
- Controvento (2007)
- Spritz (2013)
- Empathia Jazz Duo (2015)
- InSide (2016)
- Cool Romantics (2017)
- Romantica (2018)
- Sensorial - Portraits in Bossa & Jazz (2020)
- Sensorial - Portraits in Bossa & Jazz/Deluxe Special Edition (2021)
- A Napoli - Porto Dell'Anima (2021)
- Primavera - Live from the Studio (2021)
- Estate - Live from the Studio (2021)
- Cinema City - Jazz Scenes from Italian Film (2021)

### Coletâneas
- Castrocaro Terme Primo Festival (1993)
- Anjo de Mim internacional – trilha da novela  (1996)
- Zazá internacional – trilha da novela   (1997)
- Per Sempre Italia – vários artistas (1999)
- Sapore D'Amore vol. 2 – vários artistas  (1999)
- Andando nas Nuvens internacional – trilha da novela (1999)
- Terra Nostra – trilha da novela (1999)
- Coleção Pérolas – Mafalda Minnozzi (2000)
- Coleção Pérolas Temas Internacionais – vários artistas (2001)
- Innamorati – vários artistas (2002)
- Esperança internacional – trilha da novela  (2002)
- Fortissimo – vários artistas (2004)
- Novela - temas italianos (2004)
- O Casamento de Romeu e Julieta – trilha sonora do filme (2006)
- La Voce Della Solidarietà – Vários artistas  (2006)
- Cidadão Brasileiro – trilha da novela (2006)
- L’Amour, Amore… Amor – vários artistas  (2009)
- Il Regno di Luigi – tributo a Luigi Tenco - Vários artistas  (2020)
- E Penso a te: Bruno Lauzi - vários artistas (2021)

### Ao vivo
- Live in Italia (2009)
- Spritz dal Vivo (2014)

### DVDs
- Live in Italia (2009)
- Spritz dal Vivo (2014)